# Famille de Brigode
Pour les articles homonymes, voir Brigode.
 (signalé en août 2025).
Si vous disposez d'ouvrages ou d'articles de référence ou si vous connaissez des sites web de qualité traitant du thème abordé ici, merci de compléter l'article en donnant les références utiles à sa vérifiabilité et en les liant à la section « Notes et références ».
- Archive Wikiwix
- Bing
- Cairn
- DuckDuckGo
- E. Universalis
- Gallica
- Google
- G. Books
- G. News
- G. Scholar
- Persée
- Qwant
- (zh) Baidu
- (ru) Yandex
- (wd) trouver des œuvres sur Wikidata

La famille de Brigode est une famille noble de Lille et d'Annappes. Expulsée de Hollande par les guerres de religion, elle s'installe en Flandres en 1623. Ses membres s'illustrèrent particulièrement sous le Premier Empire.

## Filiation
- Pierre Jacques Joseph de Brigode (1724-1781), écuyer, seigneur de Kemlandt, conseiller-secrétaire du Roi en la chancellerie près la Parlement de Flandres (1780-1781), qui fait construire à Annappes en 1770 un château entouré d'un vaste parc.
  - Marie-Catherine Recq, épouse de Pierre Jacques Joseph.
  - Pierre-François-Robert-Désiré de Brigode-Kemlandt (1773-1848), 1er fils de Pierre Jacques Joseph et de Marie-Catherine.
    - Pierre Oscar Maximilien Frédéric Louis de Brigode de Kemlandt (1841-1874), maire de Camphin-en-Pévèle (1848),
    - Maximilien 1845-1870
    - Eusébie 1850-1935

  - Romain-Joseph de Brigode-Kemlandt (1775-1854), 2e fils de Pierre Jacques Joseph et de Marie-Catherine, baron d'Empire, député du Nord, maire d'Annappes, pair de France.
    - Célestine Louise Henriette de Fay de La Tour Maubourg (1799-1893), épouse de Romain-Joseph.
    - Georgine de Brigode (1821-1839), fille de Romain-Joseph et Célestine.
    - Gabrielle de Brigode (1823-1856), fille de Romain-Joseph et Célestine, en hommage à laquelle est créée la Villa Gabrielle.
    - Noémie de Brigode (1827-1906), vicomtesse de Clercy, fille de Romain-Joseph et Célestine, qui fait construire en 1873 un ouvroir à côté de l'hospice Gabrielle et en 1878 une chapelle à l'arrière du bâtiment.
      - Humbert de Clercy (1820-1870), époux de Noémie de Brigode.
      - Alix de Maurès de Malartic de Brigode (? - 1913), nièce et fille adoptive de Noémie de Brigode, propriétaire de la Villa Gabrielle.
        - Geoffroy de Montalembert (1898-1993), fils d'Alix, maire d'Annappes de 1925 à 1935.

    - François Adrien Maurice Louis Romain de Brigode (1829-1860), fils de Romain-Joseph et Célestine, qui hérite en 1856 de la Villa Gabrielle à Annappes et y fonde un hospice.
      - Georgine Ghislaine Vilain (1833-1924), épouse de François Adrien Maurice Louis Romain.

  - Louis Marie Joseph de Brigode (1776-1827), 3e fils de Pierre Jacques Joseph et de Marie-Catherine, conseiller général du Nord, maire de Lille, comte de l'Empire, pair de France.
    - Émilie Louise Marie Françoise Joséphine de Pellapra (1806-1871), épouse de Louis Marie Joseph, comtesse de Brigode (par son mariage), prétendue fille naturelle de Napoléon Ier.
    - Fernand de Brigode (1827-1830), fils de Louis Marie Joseph et d'Émilie.
    - Louis Marie Henry Pierre Désiré (1827-1859), fils de Louis Marie Joseph et d'Émilie, frère jumeau du précédent, marquis de Brigode[1], pair de France, maire de Romilly.
      - Gaston de Brigode (1850-1937), comte de Brigode, épouse Corisande de Gramont, fille d'Antoine X, duc de Gramont.

## Référence
1. ↑  Confirmation du titre de marquis de Brigode du Hallay-Coëtquen, par arrêté ministériel du 5 mai 1883, en exécution d'un décret présidentiel du 12 mars 1872.